# Karl-Heinz Althoff

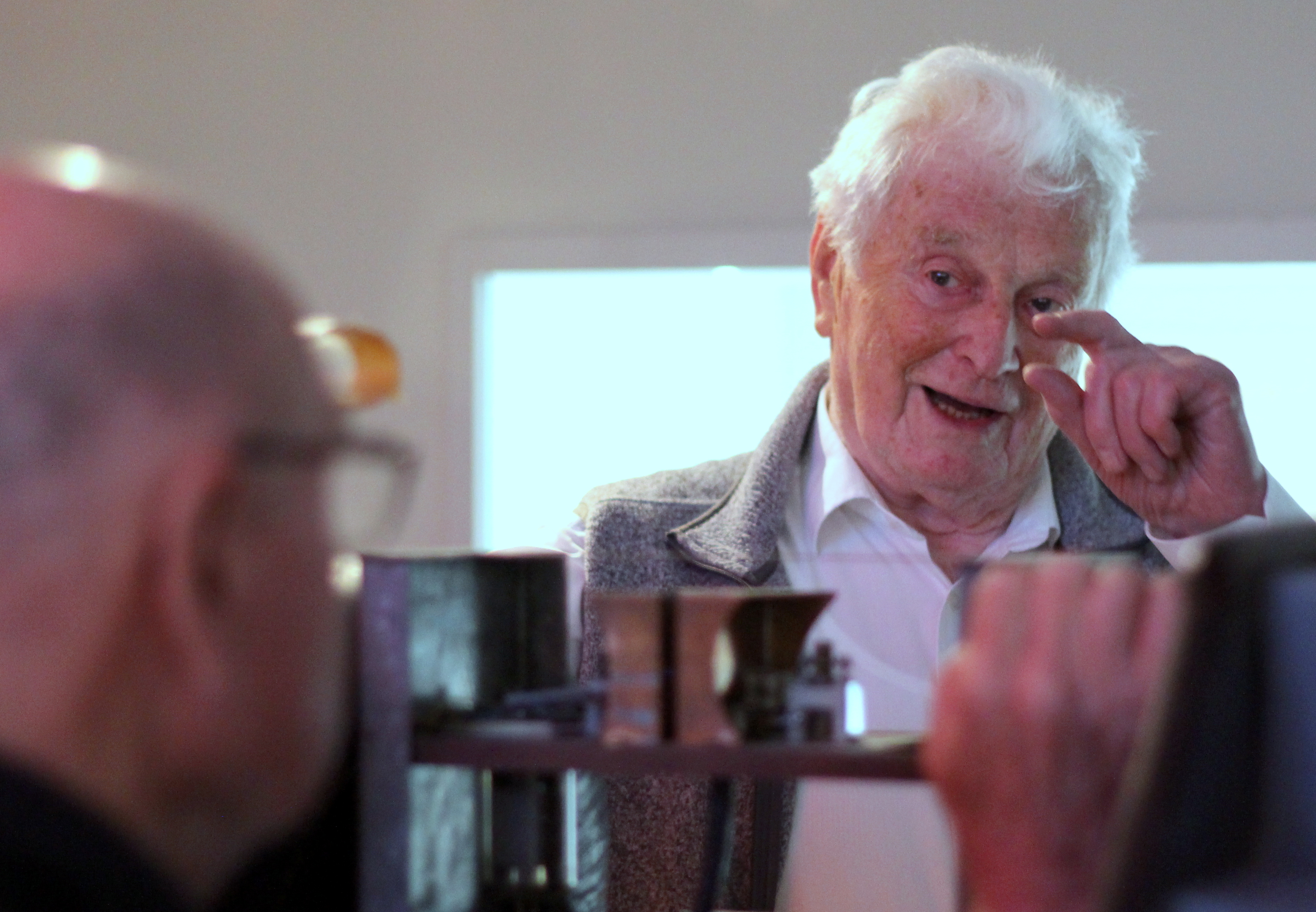
Karl-Heinz Althoff, 2016

Karl-Heinz Althoff (* 10. Dezember 1925 in Bielefeld; † 24. April 2021) war ein deutscher Physiker und Universitätsprofessor der Rheinischen Friedrich-Wilhelms-Universität in Bonn.

## Leben
Karl-Heinz Althoff studierte an der Georg-August-Universität in Göttingen Physik unter anderem bei Hans Kopfermann. 1953 folgte er Kopfermann nach Heidelberg, um dort seine Dissertation abzuschließen. Kurz nach deren Abschluss eröffnete ihm sein Doktorvater, dass er in drei Wochen „in Bonn anfangen“ werde. Auf die Frage, was dort seine Aufgabe sein solle, eröffnete ihm der Professor, er solle dort einen Beschleuniger bauen.
Althoff ging 1954 nach Bonn zu Wolfgang Paul, der ihm die Leitung der Magnetkonstruktion des geplanten Synchrotrons übertrug. Von Oktober 1958 bis Februar 1960 arbeitete sich Althoff am California Institute of Technology am dortigen 1 GeV Elektronen-Synchrotron in die Mesonen-Physik ein. Er arbeitete maßgeblich unter Wolfgang Paul an der Entwicklung des 500 MeV Elektronen-Synchrotrons mit. 1964 folgte die Habilitation und 1965 wurde er ordentlicher Professor für Experimentalphysik und Direktor am Physikalischen Institut der Universität Bonn.
1984 wurde das Synchrotron außer Dienst gestellt. Es musste demontiert werden, auch um Platz für die Elektronen-Stretcher-Anlage (ELSA) zu schaffen. Althoff bot es dem  Deutschen Museum Bonn an, wo es in wesentlichen Teilen heute Bestandteil der Dauerausstellung ist.

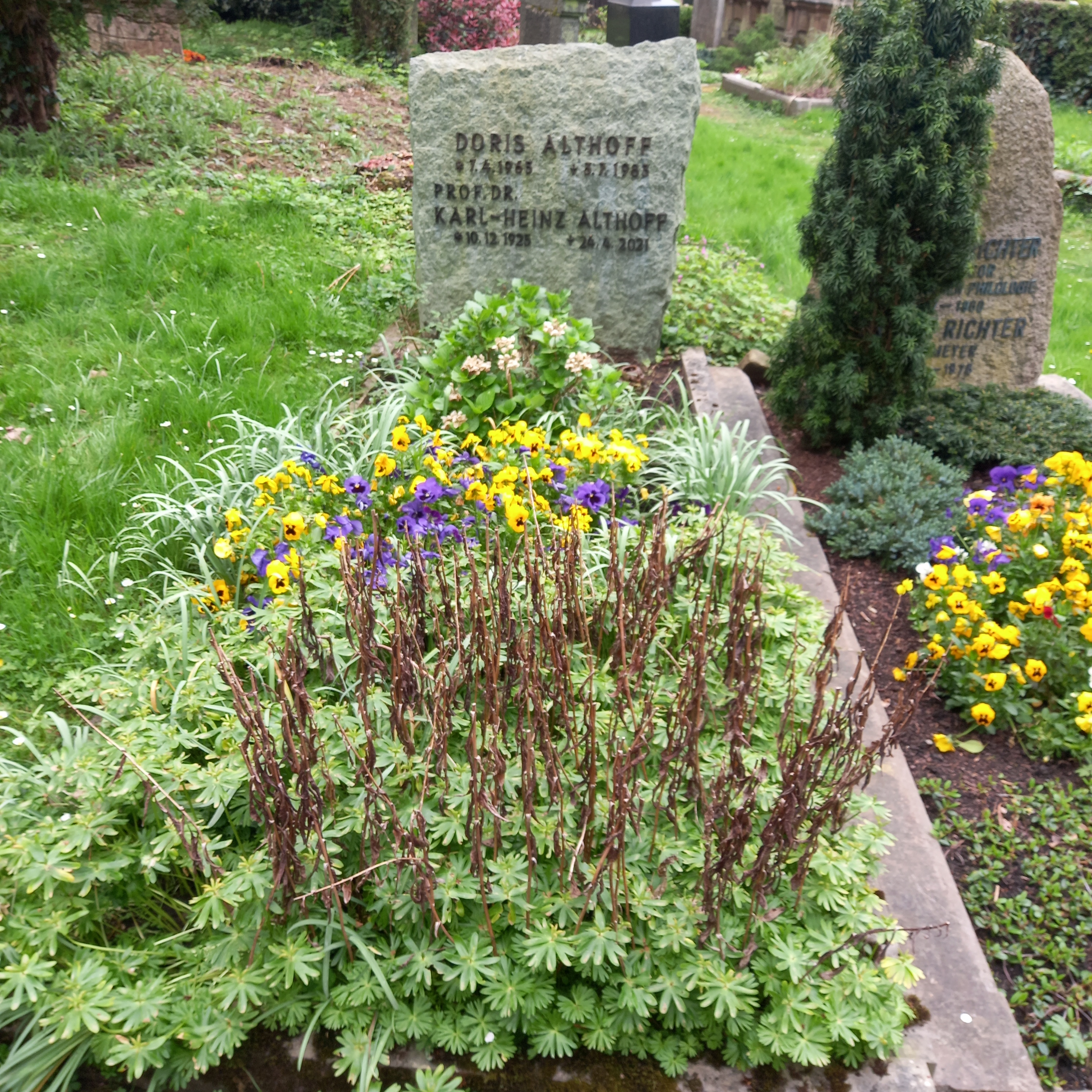
Das Grab von Karl-Heinz Althoff auf dem Poppelsdorfer Friedhof in Bonn

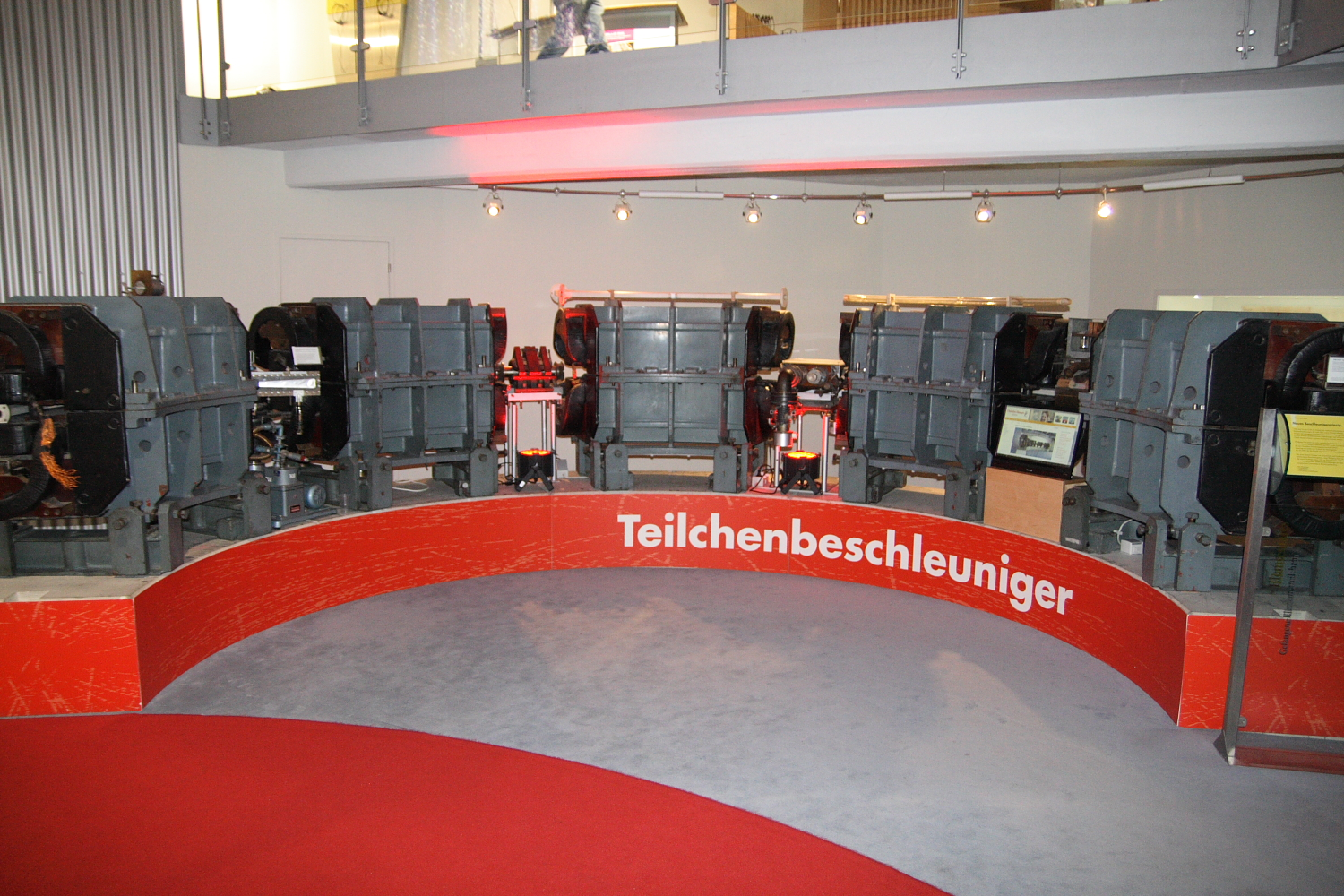
Im Deutschen Museum Bonn ausgestellter Teil des Synchrotrons
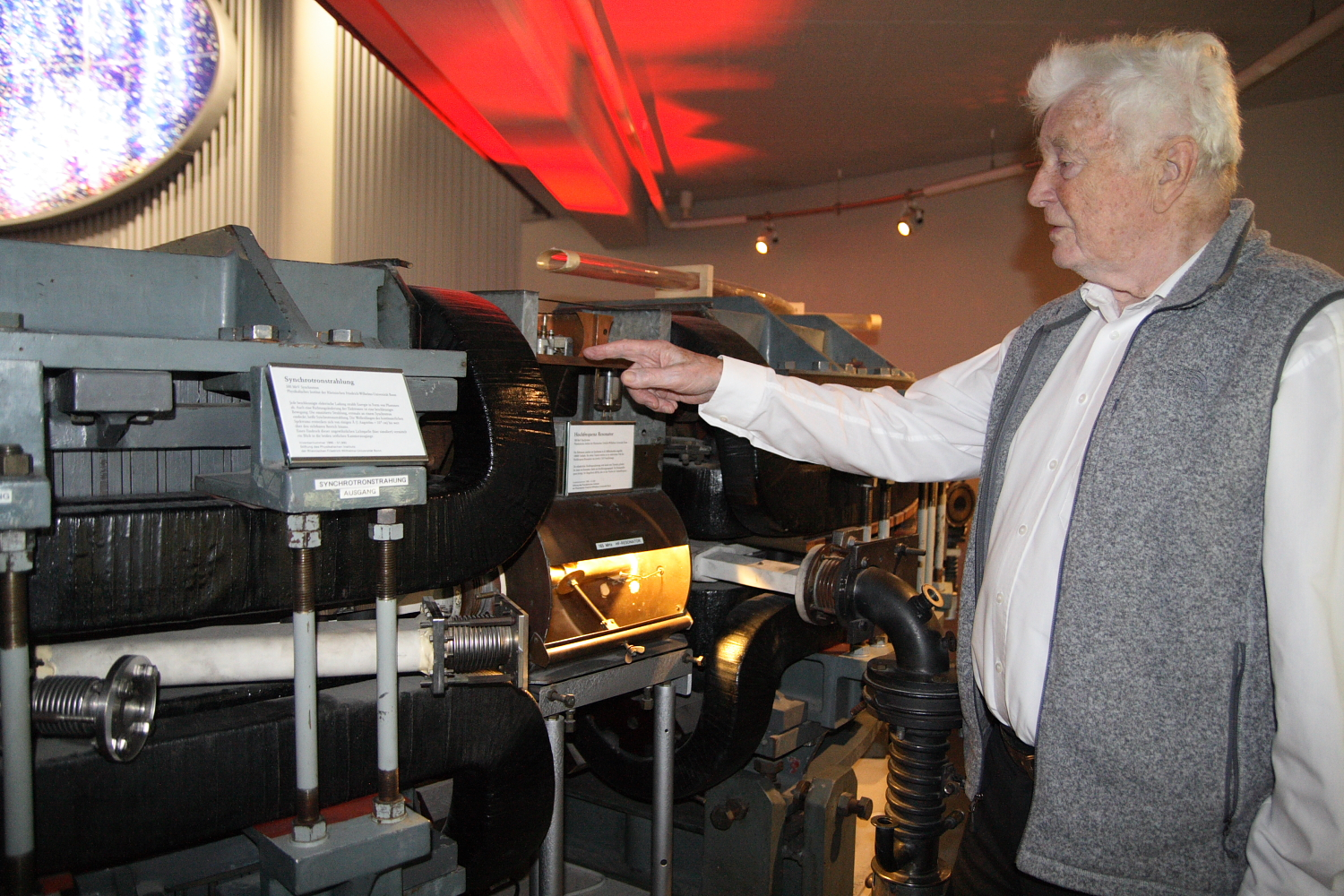
Karl-Heinz Althoff vor dem von ihm miterbauten Synchrotron im Deutschen Museum Bonn
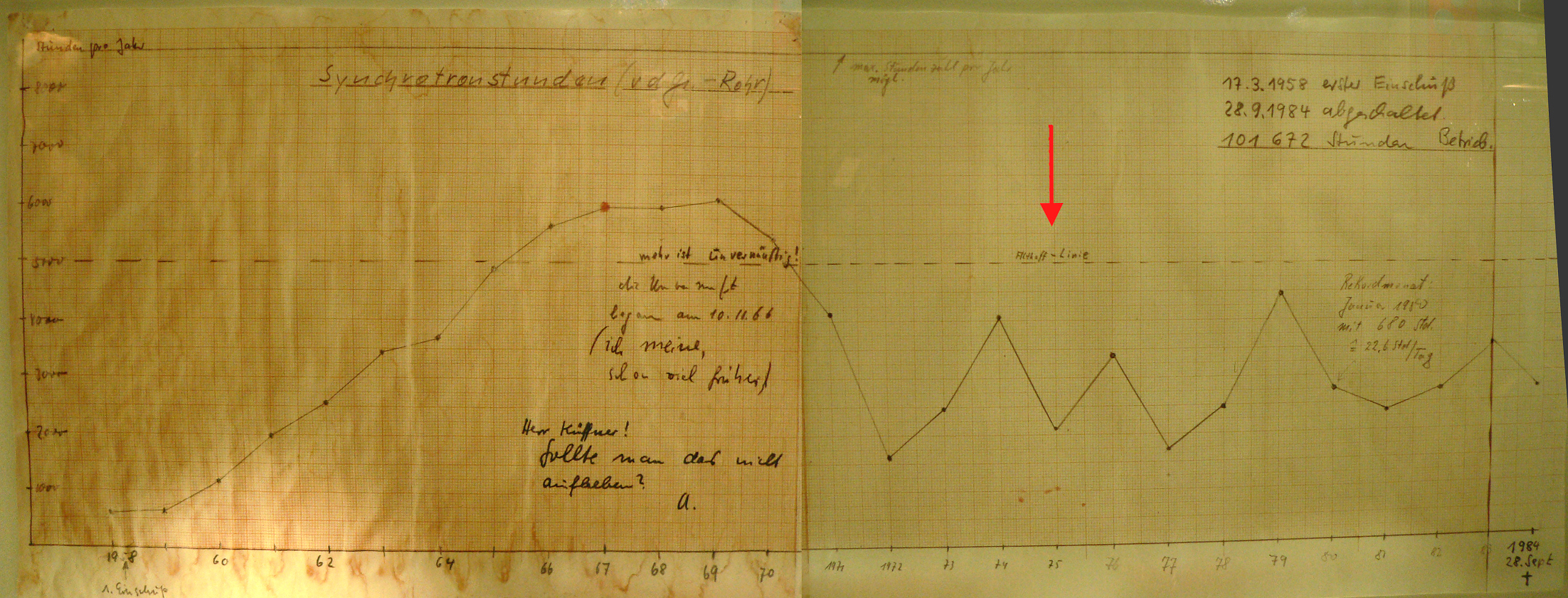
Die nach Karl-Heinz Althoff benannte „Althoff-Linie“

## Sonstiges
Althoff gehörte zu den Stiftern der Stiftung für Physik und Astronomie in Bonn, deren Zweck die Förderung von Wissenschaft und Forschung im Fach Physik/Astronomie an der Universität Bonn ist.

## Schriften (Auswahl)
- Von 500 MeV zu 2500 MeV. Entwicklung der Hochenergiephysik in Bonn. In: Leo Brandt (Hrsg. im Auftrage des Ministerpräsidenten Heinz Kühn): Heft 175 der Arbeitsgemeinschaft für Forschung des Landes Nordrhein-Westfalen, Springer, Wiesbaden 1967, ISBN 978-3-663-00868-2, S. 7–20.